# Raymond Vaufrey
Cet article concerne l'archéologue Raymond Vaufrey. Pour la commune du même nom dans le Doubs, voir Vaufrey.
Raymond Vaufrey, né le 9 avril 1890 à Paris 8e et mort le 23 janvier 1967 à Paris 14e, est un géologue, paléontologue et préhistorien français.

## Biographie
Raymond Vaufrey est le fils d'un officier de carrière. Il passe son enfance et son adolescence à Elbeuf en Normandie. Après ses études secondaires, sa famille s'installe à Paris. Après avoir fait son service militaire à Toul, il participe à la Première Guerre mondiale sur ce front. Hospitalisé au Val-de-Grâce, le médecin Louis Capitan, célèbre préhistorien, lui fait connaître la revue L'Anthropologie. Après guerre, il étudie la typologie paléolithique, fréquente l'École du Louvre, s'engage dans la voie des sciences naturelles dont il obtient une licence en 1922. Raymond Vaufrey est ensuite élève de Marcellin Boule dans le laboratoire de Paléontologie du Muséum national d'histoire naturelle où il est le condisciple de Pierre Teilhard de Chardin et Jean Piveteau.
À la suite de ses missions en Italie, en Sicile et à Malte, il publie en 1928 un ouvrage sur Le Paléolithique italien et soutient en 1929 sa thèse de doctorat, Les éléphants nains des îles méditerranéennes et la question des isthmes pléistocènes, dans laquelle il démontre l'inexistence d'isthmes entre l'Afrique et la Sicile.
Membre en 1929 de la Commission des monuments historiques (section de Préhistoire), il devient en 1930 professeur de géologie et paléontologie quaternaires à l'Institut de paléontologie humaine, auprès de Marcellin Boule qui en est le directeur. En 1931, il devient codirecteur de la revue L'Anthropologie et secrétaire permanent pour la France du Congrès international des sciences préhistoriques et protohistoriques.
Raymond Vaufrey s'engage alors, à travers des campagnes de fouilles, dans une étude de l'Afrique du nord où il effectue prospections et fouilles, en Tunisie (études sur l'Ibéromaurusien en 1932 et plus tard sur le Capsien de l'abri 402 en 1951), en Algérie et au Maroc. Il décrit et dénomme le « Néolithique de tradition capsienne » et lui attribue les gravures rupestres qui semblent lui être associées. Étudiant les gisements et les collections, il écrit articles et notes, principalement dans L'Anthropologie. En 1939 est publié aux éditions Masson L'art rupestre nord-africain.
Chargé de recherches de 1937 à 1940, puis maître de recherches, Raymond Vaufrey devient en 1942 directeur à l'École pratique des hautes études (Palethnologie), membre de la XVe commission consultative du Centre national de la recherche scientifique (fouilles) et directeur régional des antiquités (Bassin de Paris).
Le premier tome de sa monumentale Préhistoire de l'Afrique (Maghreb), écrit en 1940 et 1950, paraît aux éditions Masson en 1955 (Institut des hautes études de Tunis). Le second (Au nord et à l'est de la grande forêt) ne sera publié qu'en 1969 après sa mort (Publications de l'Université de Tunis).